# 2007 en Russie
Cet article présente les faits marquants de l'année 2007 en Russie.

## Évènements
- 2 mars : mort à Moscou du journaliste d'opposition russe Ivan Safronov.
- 5 mars : le Conseil de sécurité du pays, annonce la nouvelle doctrine militaire destinée à faire face aux perspectives de renforcement de l'OTAN autour du territoire national.
- 13 mars : le président Vladimir Poutine est reçu en tête à tête par le pape Benoît XVI.
- 27 mars : le président chinois Hu Jintao effectue une visite officielle jusqu'au 29 mars en Russie en vue de renforcer la coopération économique entre les deux pays.
- 13 avril : l'oligarque Boris Berezovski, qui vit à Londres, appelle dans un entretien au quotidien britannique The Guardian, à « employer la force » pour « renverser » le régime du président Vladimir Poutine.
- 14 avril : à Moscou, une manifestation contre le président Vladimir Poutine est organisée par le mouvement pro-occidental, L'Autre Russie. Elle réunit seulement quelques centaines de personnes, mais à la suite de heurts avec la police, l'ancien champion d'échecs Gary Kasparov est interpelé. Il est relâché dès le lendemain.
- 15 avril : à Saint-Pétersbourg, une nouvelle manifestation contre le président Vladimir Poutine est organisée par le mouvement pro-occidental, L'Autre Russie.
- 23 avril : mort de Boris Eltsine (76 ans), ancien et premier président démocrate du pays.
- 25 avril : funérailles nationales pour l'ancien président Boris Eltsine dans la cathédrale du Christ-Sauveur. Parmi les personnalités présentes, on trouve les anciens présidents américains George H. W. Bush et William Clinton.
- 27 avril, musique : mort de Mstislav Rostropovitch (80 ans), violoncelliste, pianiste et chef d'orchestre de renommée internationale.
- 4 juin : le président Vladimir Poutine, s'explique dans une interview donnée à huit journaux étrangers sur sa position au sujet de le déploiement du bouclier antimissile américain en Europe centrale. Il estime que la Russie a procédé à un désarmement unilatéral conformément au traité sur les armements conventionnels en Europe, alors que les Américains ont accumulé et déployé du matériel militaire en Roumanie, en Bulgarie et prochainement en Pologne et en République tchèque. Il pense que la Russie va devoir s'équiper en systèmes permettant de pénétrer le bouclier antimissile et que cette réciprocité va empêcher le rapprochement avec l'Union européenne.

- Bilan 2007 :
  - Les réserves internationales de la Russie en or et devises sont de 476,39 milliards de dollars (320 milliards d'euros) en progression de 57 % en un an.